# Pandoravirus
Pandoravirus és un gènere de virus molt grossos, amb el genoma molt més gran que cap altre tipus de virus conegut. Com altres virus molt grans com el dels gèneres Mimivirus i Megavirus, els Pandoravirus infecten amebes, però el seu genoma, que conté 1,9 a 2,5 megabases d'ADN, és dues vegades més gran que els dels Megavirus, i es diferencia molt dels altres grans virus en l'aspecte i l'estructura del genoma.

## Descobriment
El descobriment dels pandoravirus el va fer un equip de científics francesos dirigits per Jean-Michel Claverie i la seva esposa Chantal Abergel i va ser anunciat en un informe publicat a la revista Science el juliol de 2013. Altres científics abans els havien observat, però els van confondre amb bacteris paràsits o simbiòtics.